# Joël Retornaz
Joël Retornaz, född 20 september 1983 i Chêne-Bougeries i Schweiz, är en italiensk curlingspelare som representerar det italienska landslaget.

## Biografi
Joël Retornaz har medverkat vid tre vinterolympiader 2006, 2018 och 2022. Sin bästa placering nådde han vid de olympiska vinterspelen 2006 då laget placerade sig på en sjunde plats. Han har medverkat i 10 VM-turneringar och 16 EM-turneringar, och har vid VM tagit två bronsmedaljer och i EM tre bronsmedaljer.